# Arquidiócesis de Spoleto-Nursia
La arquidiócesis de Spoleto-Nursia (en latín: Archidioecesis Spoletana-Nursina y en italiano: Arcidiocesi di Spoleto-Norcia) es una circunscripción eclesiástica de la Iglesia católica en Italia. Se trata de una arquidiócesis latina, inmediatamente sujeta a la Santa Sede. Desde el 16 de julio de 2009 su arzobispo es Renato Boccardo.

## Territorio y organización

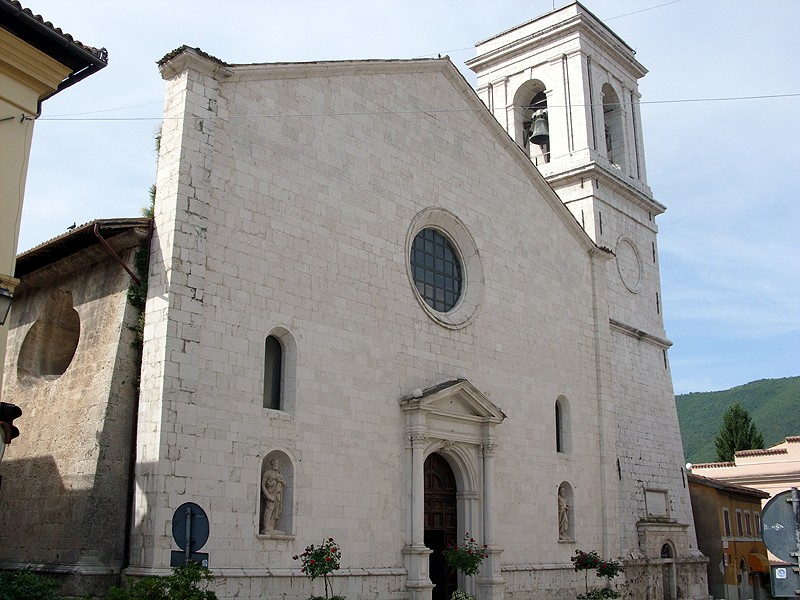
Concatedral de Santa María Argentea, en Nursia

La arquidiócesis tiene 1836 km² y extiende su jurisdicción sobre los fieles católicos de rito latino residentes en 25 comunas de las provincias de Perugia y Terni en la región de Umbría: Spoleto, Nursia, Cascia, Bevagna, Montefalco, Giano dell'Umbria, Sellano, Trevi, Castel Ritaldi, Campello sul Clitunno, Monteleone di Spoleto, Poggiodomo, Vallo di Nera, Preci, Sant'Anatolia di Narco, Scheggino, Cerreto di Spoleto, Ferentillo, Arrone, Montefranco, Polino, y parte de las comunas de Acquasparta, Foligno, Gualdo Cattaneo y Terni

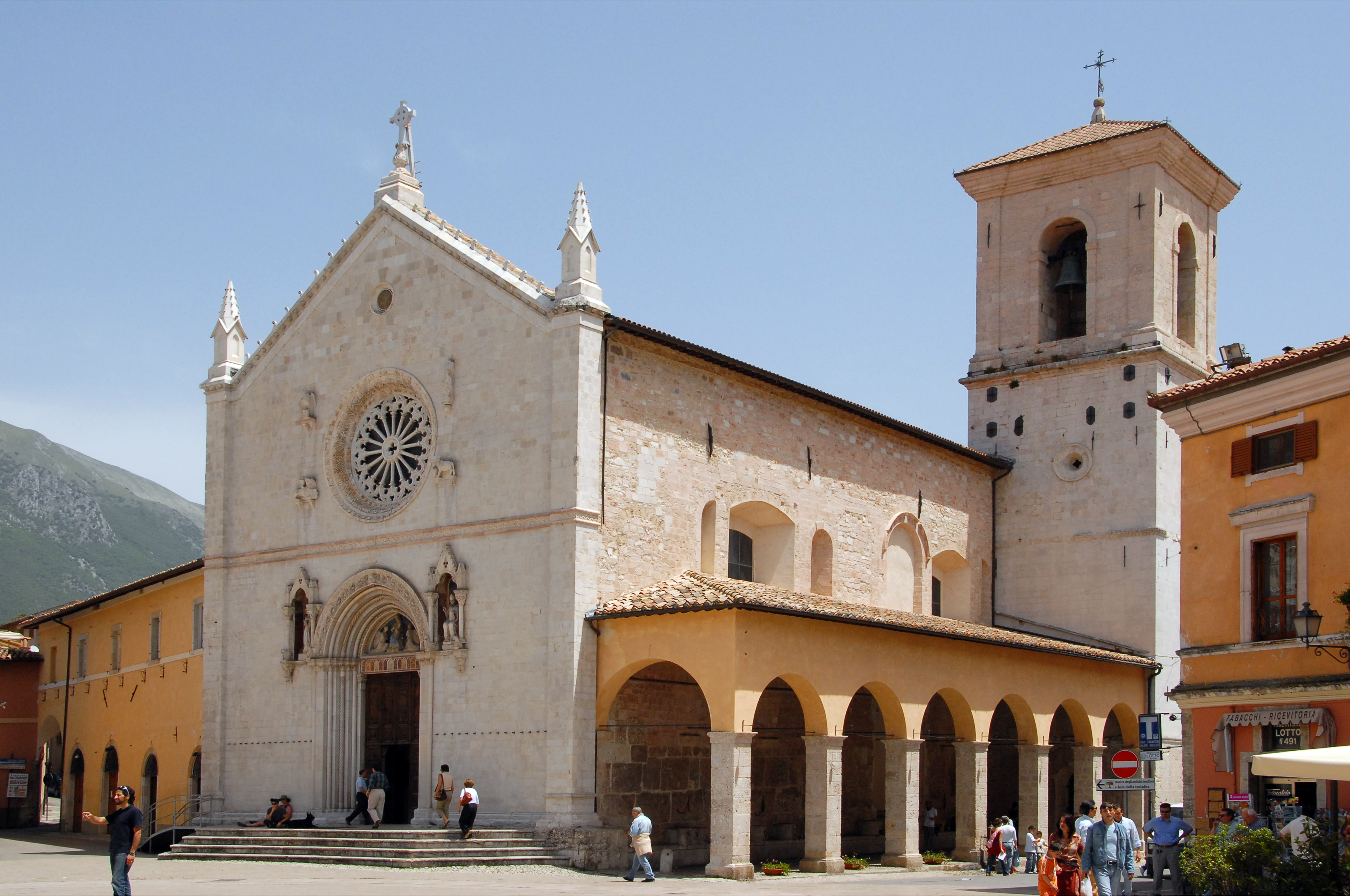
Basílica de San Benito, en Nursia

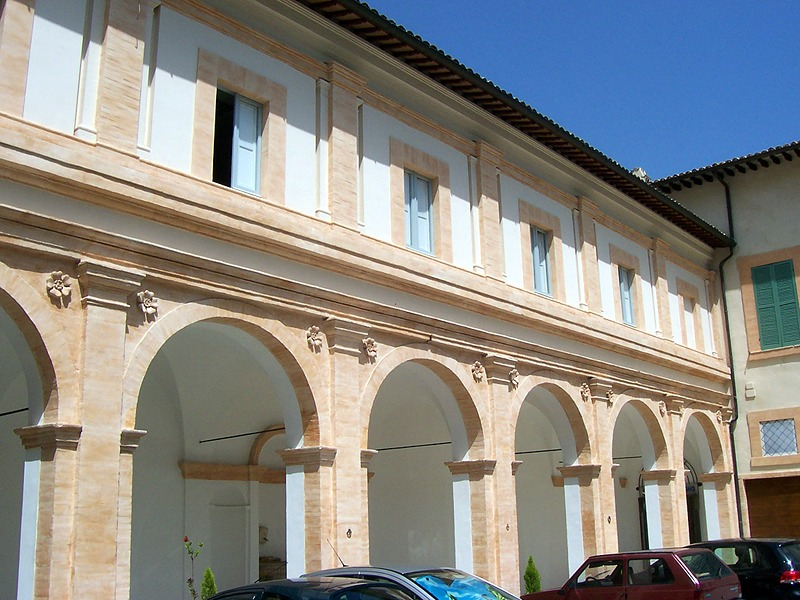
Palacio episcopal en Spoleto

La sede de la arquidiócesis se encuentra en la ciudad de Spoleto, en donde se halla la Catedral de la Asunción de María. En Nursia se hallan la Concatedral de Santa María Argentea y la basílica de San Benito. En Cascia se halla la basílica de Santa Rita.

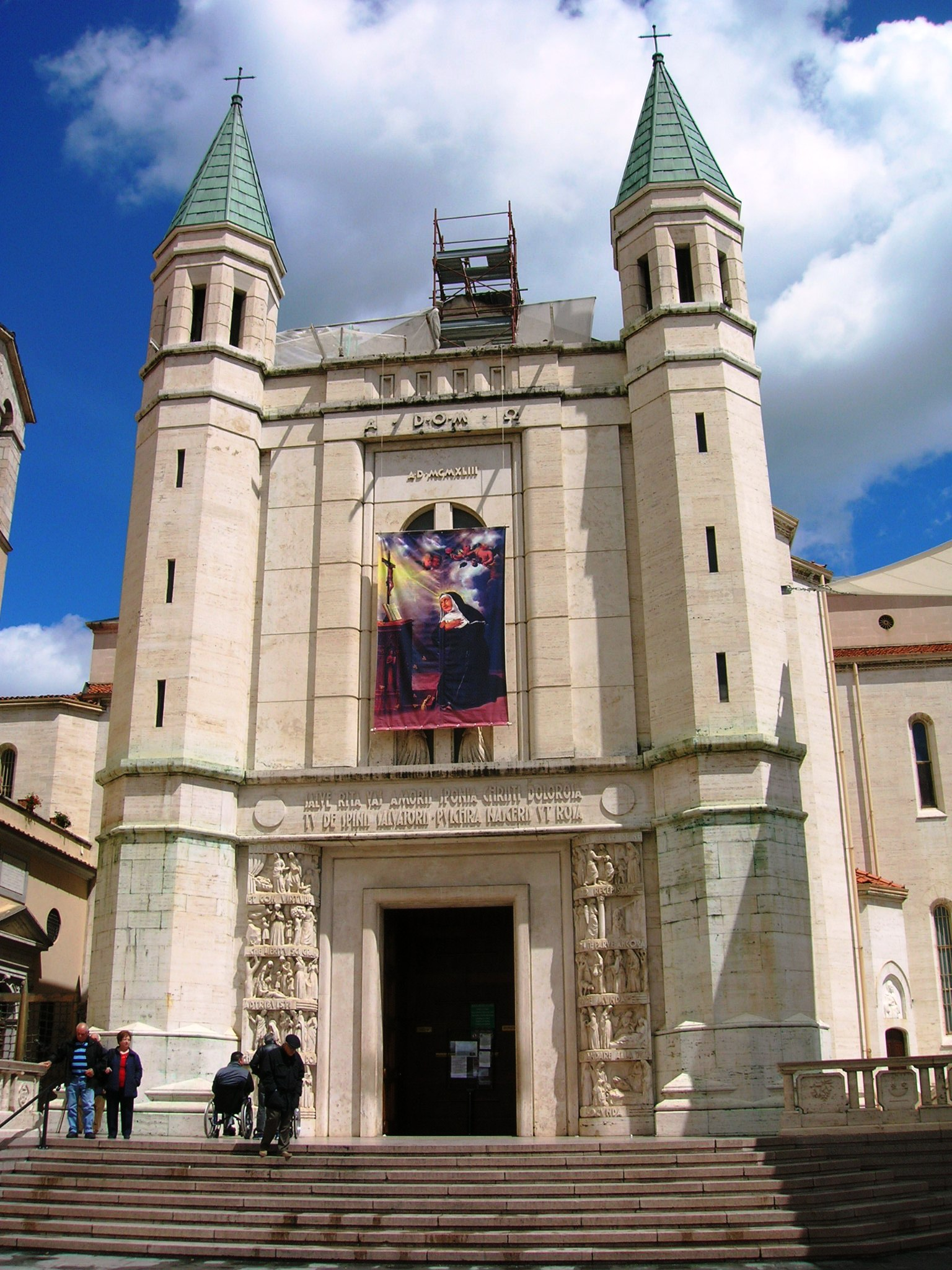
Basílica de Santa Rita, en Cascia

En 2022 en la arquidiócesis existían 71 parroquias agrupadas en 5 vicariatos:
- vicariato urbano (San Ponziano): comprende 12 parroquias en la ciudad de Spoleto y en la fracción Cecalocco de Terni, agrupadas en dos pievanias, Santa Maria y Sacro Cuore;[1]
- vicariato extraurbano (San Brizio): comprende 18 parroquias en las comunas de Spoleto (Alta Valle del Marroggia y piana spoletina), Campello sul Clitunno y Castel Ritaldi, y en parte en las de Terni (Porzano) y Acquasparta (Firenzuola); las parroquias son agrupadas en tres pievanie: San Giacomo, San Venanzo y San Giovanni Battista;[2]
- vicariato del Clitunno (Sant'Emiliano): comprende 14 parroquias en las comunas de Trevi, Montefalco, Giano dell'Umbria, Bevagna y parte de Gualdo Cattaneo, agrupadas en tres pievanias: Beato Pietro Bonilli, Santa Chiara della Croce y San Felice;[3]
- vicariato dei Sibillini (Santi Benedetto e Rita): comprende 9 parroquias en las comunas de Nursia, Preci, Cascia, Poggiodomo, Monteleone di Spoleto; dos son las pievanias del vicariato: Santi Benedetto e Scolastica, Santa Rita;[4]
- vicariato de la Valnerina (Santa Maria Assunta): comprende 14 parroquias en las comunas de Arrone, Montefranco, Polino, Ferentillo, Cerreto di Spoleto, Sellano, Vallo di Nera, Sant'Anatolia di Narco, Scheggino e Foligno (para la sola parroquia de Verchiano) y, en parte, en las de Terni y Acquasparta; dos son las pievanias del vicariato: San Bernardino da Siena e Beato Giolo, Santa Rita;[5]

## Historia

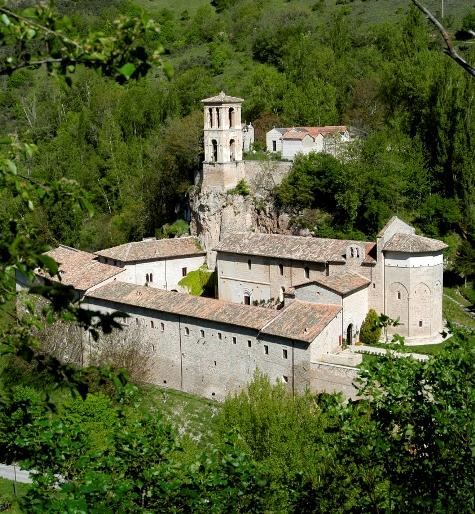
Abadía de San Euticio

La arquidiócesis actual nació en 1986 de la unión de dos antiguas sedes episcopales: Spoleto, documentada históricamente a partir del siglo IV; y Nursia, ya atestiguada en el último período imperial y reconstituida en 1821.

### Sede de Spoleto
Según la tradición local, la diócesis de Spoleto fue erigida en el siglo I y su fundación estuvo ligada a la figura del protoobispo san Brizio, que consagró a su sucesor Juan. La evidencia arqueológica documenta una presencia cristiana en Spoleto o su territorio en las clases sociales más altas a partir del siglo IV.
La serie episcopal de Spoleto de los primeros siglos incluye una lista de varios santos obispos, pero sólo unos pocos están atestiguados históricamente. El primero de ellos es Ceciliano, que recibió una carta del papa Liberio, escrita antes del verano de 356, y que, según escribe Baronio, participó en un concilio en Milán en el verano de 355. Seguido de Spes (o Speo), conocido por su epitafio, según el cual gobernó la Iglesia de Spoleto durante 32 años entre el siglo IV y el siglo V; Aquiles, que hizo construir la iglesia de San Pedro y que en el 419 se encargó de celebrar las fiestas de Pascua en Roma, sede vacante en aquel momento; Amasio, cuyo epitafio, hoy perdido, lo señala como obispo del 476 al 489; Juan, que participó en los sínodos de Símaco de 499, 501 y 502 y que recibió una carta del papa Gelasio I (492-496); Paulino, que vivió en la época del papa Pelagio I; y Crisanto, a quien Gregorio Magno confió temporalmente el cuidado de la Iglesia de Nursia.
Entre los siglos VI y VII Spoleto incorporó los territorios de las diócesis suprimidas de Trevi, Spello y Bevagna. A mediados del siglo IX Terni también fue anexada a Spoleto, diócesis restaurada en 1218.
En el siglo XI el obispo Andrea inició la renovación de la catedral, cuyo primer testimonio data del año 956; el nuevo edificio fue consagrado por primera vez en 1198 por el papa Inocencio III y luego, una vez terminadas las obras, por el papa Honorio III quizás en 1216. San Antonio de Padua fue canonizado solemnemente en la catedral de Spoleto en 1232.
Hay numerosas instituciones monásticas presentes en la diócesis. Entre los más importantes se pueden mencionar: San Giuliano sopra Spoleto, San Marco in Pomeriis, la abadía de San Pietro in Valle cerca de Ferentillo, San Felice di Narco, San Pietro di Bovara en la zona de Trevi, San Pietro di Montemartano, San Felice di Giano, Santa Maria di Turrita, San Silvestro di Collepino cerca de Spello y Sant'Eutizio en el valle de Castoriana. Entre los monasterios femeninos: Sant'Eufemia, San Paolo inter vineas y San Concordio. Hacia mediados del siglo XIII llegaron a Spoleto dominicos, franciscanos y agustinos.
Según algunas reconstrucciones topográficas, la diócesis de Spoleto, entre finales del siglo XIII y el siglo XIV, fue la más grande de Umbría, extendiéndose sobre un territorio de aproximadamente 2484 km², incluyendo un total de 345 iglesias, de las cuales 94 en el centros urbanos y 251 en centros rurales.
En 1586 cedió una parte de su territorio, a lo largo de la cresta de los Apeninos de Umbría-Marcas, a la diócesis de Camerino como compensación por la pérdida de San Severino Marche, erigida como diócesis por el papa Sixto V.
A principios del siglo XVII el obispo Alfonso Visconti (1601-1608) fundó el seminario diocesano; su sucesor, Maffeo Barberini (1608-1617), inició las obras de reconstrucción de la catedral, consagrada en 1680. Barberini se convirtió en papa en 1623 con el nombre de Urbano VIII.
El 29 de abril de 1772, después de más de cien años de intentos de la Curia romana, que comenzaron en 1645, de abandonar la sede de Spoleto el papa Clemente XIV separó el territorio de la antigua diócesis de Spello, en la que había más de cincuenta iglesias, de la diócesis de Spoleto y lo añadió a la de Foligno.
El 15 de septiembre de 1821, como compensación por la pérdida del territorio para la erección de la diócesis de Nursia, Spoleto fue elevada al rango de arquidiócesis no metropolitana con la bula Pervetustam episcopalium del papa Pío VII. La arquidiócesis mantuvo sujeción inmediata a la Santa Sede.
Entre los primeros arzobispos estuvo Giovanni Maria Mastai Ferretti (1827-1832), que se convirtió en papa en 1846 con el nombre de Pío IX; Giovanni Battista Arnaldi (1853-1867), que por su lealtad al papa fue encarcelado en 1863. Durante el episcopado de Elvezio Mariano Pagliari (1879-1900), el sacerdote y párroco Pietro Bonilli fundó en Spoleto el Instituto Nazareno de las Hermanas de la Sagrada Familia.
En 1976 se completó el traslado de las parroquias del municipio de Leonessa, que ya había comenzado en 1859, a la diócesis de Rieti.ref>AAS 68 (1976), p. 516.</ref> En 1980 la parroquia de San Michele Arcangelo di Limigiano, en la comuna de Bevagna, fue adquirido por la diócesis de Asís.
Después del Concilio Vaticano II el museo diocesano fue fundado (1968) por Ugo Poletti (1967-1969), más tarde cardenal vicario en Roma, y los archivos de la curia y la biblioteca diocesana fueron abiertos a los estudiosos por Ottorino Pietro Alberti (1973- 1987).
En vísperas de la unión con Nursia, la arquidiócesis de Spoleto incluía 87 parroquias en los municipios de Spoleto (34), Bevagna (3), Montefalco (5), Giano dell'Umbria (4), Sellano (3), Trevi (8), Castel Ritaldi (4), Campello sul Clitunno (2), Vallo di Nera (2), Sant'Anatolia di Narco (2), Scheggino (2), Cerreto di Spoleto (2), Ferentillo (2), Arrone (2), Montefranco (2), Polino (1), Acquasparta (2), Foligno (1), Gualdo Cattaneo (1) y Terni (5). 

### Sede de Nursia
La diócesis de Nursia está atestiguada con certeza en el siglo V. En la Pasión de san Feliciano, protoobispo del Foro Flaminio y patrono de la diócesis de Foligno, se dice que un grupo de judíos nursianos se convirtieron al cristianismo gracias a las palabras del santo obispo, que ordenó para su comunidad, en la basílica llamada Argentea, al sacerdote Pisentius (primera mitad del siglo III).
Sólo hay dos obispos de la antigüedad históricamente y con certeza atribuibles a la sede de Nursia. El primero es Esteban, que participó en el concilio romano convocado por el papa Símaco el 1 de marzo de 499 en la basílica Beati Petri Apostoli para regular los métodos de elección del obispo de Roma. El segundo es Juan, que el 27 de marzo de 680 participó en el concilio romano convocado por el papa Agatón para renovar la condena contra la herejía monotelita.
Por las cartas de Gregorio Magno sabemos que a principios del siglo VII la Sede de Nursi probablemente estaba vacante . De hecho, en junio de 603, el obispo Crisanto de Spoleto recibió una carta del pontífice informándole de que en el tribunal eclesiástico de su diócesis se celebraría un proceso contra algunos sacerdotes de Nurcia, acusados de cohabitar con mujeres, lo que indicaba que la diócesis de Nursia se encontraba sin obispo en ese momento.
Después de este período no se conocen más obispos nursianos y en la Alta Edad Media la sede se fusionó con la diócesis de Spoleto, bajo cuya jurisdicción la encuentra el siglo X.
El 6 de eneroref>Como la bula, que indica: VIII idi di gennaio, ossia il 6 gennaio. El Anuario Pontificio indica en cambio el 15 de enero.</ref> de 1821 se restableció la diócesis de Nursia con la bula Ad tuendam del papa Pío VII, obteniendo el territorio de la sede de Spoleto. La diócesis, compuesta por más de cien parroquias, quedó inmediatamente sujeta a la Santa Sede.
El primer obispo fue Gaetano Bonanni (1821-1843), a quien le correspondió la tarea de organizar la nueva diócesis y establecer las principales instituciones cumpliendo las indicaciones proporcionadas por la bula Ad tuendam. Los ingresos del monasterio de San Benito de Nursia, que también se convirtió en sede episcopal, de la abadía de Sant'Eutizio y de la abadía de Sassovivo en la diócesis de Foligno se destinaban al mantenimiento de la mesa episcopal y del seminario diocesano.
En 1976 la parroquia de Trimezzo, una fracción del municipio de Cittareale en Rieti, fue entregada a la diócesis de Rieti.
En 1984, en el marco de la reorganización territorial de las diócesis de las Marcas y para hacer coincidir los límites de las diócesis con los de las regiones, la diócesis de Nursia cedió 23 parroquias de los municipios de Visso, Castelsantangelo sul Nera y Ussita en las Marcas a la arquidiócesis de Camerino.
Tras estos cambios, en vísperas de la unión con Spoleto, la diócesis de Nursia incluía 51 parroquias en los municipios de Nursia (20), Poggiodomo (2), Preci (7), Cascia (20) y Monteleone di Spoleto (2).

### Sede de Spoleto-Nursia
El 13 de mayo de 1972, Giuliano Agresti, ex arzobispo de Spoleto, fue nombrado también obispo de Nursia, uniendo así las dos sedes in persona episcopi.
El 30 de septiembre de 1986, con el decreto Instantibus votis de la Congregación para los Obispos, se estableció la unión plena de las diócesis de Spoleto y Nursia y el nuevo distrito eclesiástico tomó su nombre actual.

## Estadísticas
Según el Anuario Pontificio 2023 la arquidiócesis tenía a fines de 2022 un total de 104 390 fieles bautizados.
| Año                                                                             | Población            | Población | Población      | Sacerdotes | Sacerdotes    | Sacerdotes    | Bautizados por sacerdote | Diáconos permanentes | Religiosos | Religiosos | Parroquias |
| Año                                                                             | Bautizados católicos | Total     | % de católicos | Total      | Clero secular | Clero regular | Bautizados por sacerdote | Diáconos permanentes | Varones    | Mujeres    | Parroquias |
| ------------------------------------------------------------------------------- | -------------------- | --------- | -------------- | ---------- | ------------- | ------------- | ------------------------ | -------------------- | ---------- | ---------- | ---------- |
| Arquidiócesis de Spoleto                                                        |                      |           |                |            |               |               |                          |                      |            |            |            |
| 1949                                                                            | 108 900              | 110 000   | 99.0           | 219        | 144           | 75            | 497                      |                      | 25         | 391        | 173        |
| 1970                                                                            | 84 118               | 84 138    | 100.0          | 186        | 128           | 58            | 452                      |                      | 65         | 364        | 177        |
| 1980                                                                            | 76 310               | 76 530    | 99.7           | 166        | 124           | 42            | 459                      |                      | 47         | 370        | 152        |
| Diócesis de Nursia                                                              |                      |           |                |            |               |               |                          |                      |            |            |            |
| 1950                                                                            | 28 000               | 28 000    | 100.0          | 96         | 85            | 11            | 291                      |                      | 12         | 144        | 102        |
| 1970                                                                            | 21 480               | 21 480    | 100.0          | 149        | 132           | 17            | 144                      |                      | 21         | 155        | 101        |
| 1980                                                                            | 14 500               | 15 150    | 95.7           | 65         | 50            | 15            | 223                      |                      | 19         | 125        | 100        |
| Arquidiócesis de Spoleto-Nursia                                                 |                      |           |                |            |               |               |                          |                      |            |            |            |
| 1990                                                                            | 92 390               | 92 650    | 99.7           | 173        | 126           | 47            | 534                      | 1                    | 63         | 402        | 138        |
| 1999                                                                            | 94 220               | 94 500    | 99.7           | 154        | 111           | 43            | 611                      | 1                    | 48         | 372        | 138        |
| 2000                                                                            | 94 220               | 94 500    | 99.7           | 156        | 110           | 46            | 603                      | 1                    | 51         | 372        | 137        |
| 2001                                                                            | 94 220               | 94 500    | 99.7           | 155        | 109           | 46            | 607                      | 1                    | 62         | 372        | 137        |
| 2002                                                                            | 100 501              | 101 385   | 99.1           | 148        | 102           | 46            | 679                      |                      | 70         | 372        | 141        |
| 2003                                                                            | 100 501              | 101 385   | 99.1           | 148        | 104           | 44            | 679                      | 5                    | 71         | 349        | 74         |
| 2004                                                                            | 100 562              | 101 472   | 99.1           | 148        | 97            | 51            | 679                      | 6                    | 78         | 328        | 74         |
| 2010                                                                            | 101 750              | 104 215   | 97.6           | 141        | 83            | 58            | 721                      | 5                    | 73         | 293        | 76         |
| 2014                                                                            | 102 000              | 108 000   | 94.4           | 133        | 74            | 59            | 766                      | 5                    | 118        | 266        | 73         |
| 2017                                                                            | 102 300              | 108 700   | 94.1           | 121        | 69            | 52            | 845                      | 8                    | 78         | 213        | 71         |
| 2020                                                                            | 104 800              | 109 290   | 95.9           | 107        | 58            | 49            | 979                      | 7                    | 81         | 171        | 71         |
| 2022                                                                            | 104 390              | 108 780   | 96.0           | 100        | 53            | 47            | 1043                     | 7                    | 73         | 167        | 71         |
| Fuente: Catholic-Hierarchy, que a su vez toma los datos del Anuario Pontificio. |                      |           |                |            |               |               |                          |                      |            |            |            |

## Episcopologio

### Obispos y arzobispos de Spoleto
- San Brizio † (siglo I)
- San Giovanni I † (siglo I)
- San Antimo † (176-?)[nota 6]
- San Feliciano † (siglo III)[nota 7]
- San Saturnino † (230-270)
- San Sabino † (?-303)[nota 8]
- San Marcial † (320-?)[nota 9]

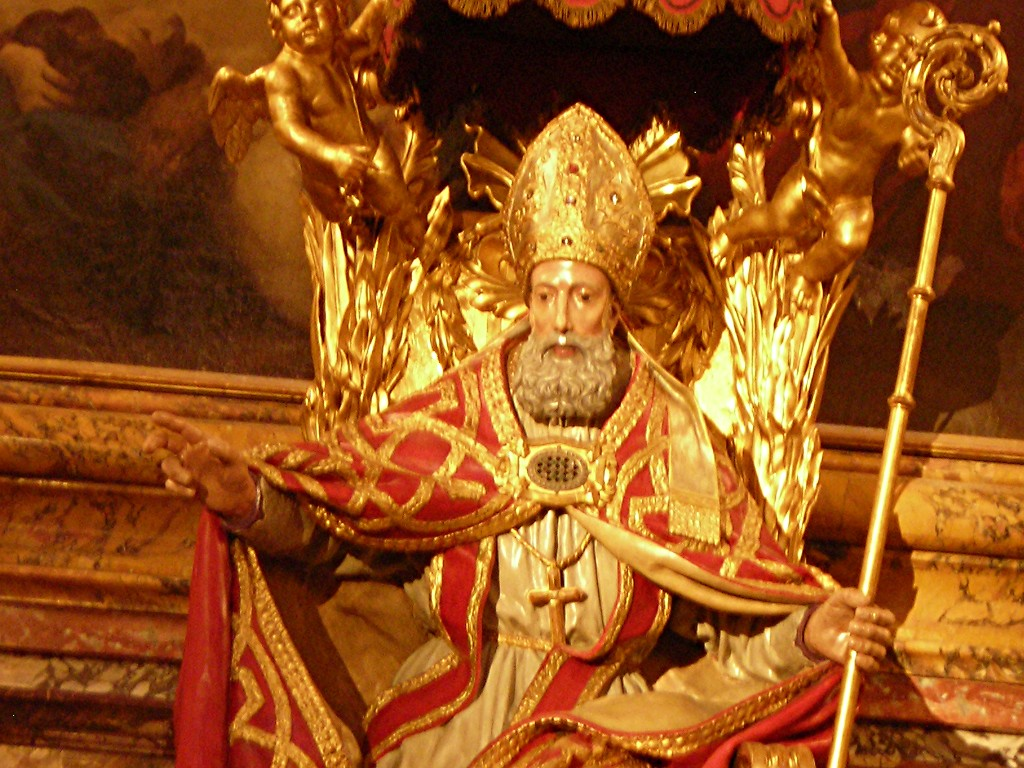
San Feliciano, sexto obispo de Spoleto

- San Ceciliano † (mencionado entre 355 y 356)[7]
- Santo Spes † (fines del siglo IV-inicios del siglo V)[23]
- San Achilleo † (mencionado en 419)[24]
- San Amasio † (23 de mayo de 476-23 de julio de 489 falleció)[25]
- San Melezio † (490-?)
- San Giovanni II † (antes de 492/496-502)[26]
- Paolino † (mencionado entre 558 y 561)[27]
- San Lorenzo †[nota 10]
- San Pietro † (563-?)[nota 11]
- Crisanto † (antes de 597-después de 603)[28]
- Adeodato † (mencionado en 649)[nota 12]
- Andrea I? † (mencionado en 670 circa)[nota 13]
- Felice I † (mencionado en 680)
- Monaldo? † (743)[29]
- Leodegario? † (747)[29]
- Deodato † (antes de 777-después de 781)
- Adelmo † (mencionado en 801)
- Sigualdo † (antes de 814-después de 827)
- Luitardo (o Liutardo) † (mencionado en 839 circa)
- Pietro II † (antes de 844-después de 861)
- Felice II † (mencionado en 877)
- Almarico † (mencionado en 886 o 887)
- Alberto? † (mencionado en 916?)[nota 14]
- Anónimo † (mencionado en 963)[nota 15]
- Lupo † (antes de 967-después de 968)[nota 16]
- Adalberto (Eriberto) † (mencionado en 1015)
- Berardo † (mencionado en 1028)
- Giovanni III? † (mencionado en 1032)[nota 17]
- Enrico † (antes de 1049-después de 1059)[30]
- Andrea II † (antes de 1065-después de 1069)[31]
- Anonimo † (mencionado en 1076)
- Rodolfo, † (mencionado en 1080)
- Salomone † (antes de 1102-después de 1107)[31]
- Enrico Gualfriedi, O.S.B. † (circa 1114-?)
- Manualdo † (mencionado en 1146)[nota 18]
- Lotario † (antes de 1155-después de 1157)[nota 19]
  - Viterichio † (mencionado en 1173) (intruso)
- Transarico † (1178-después de 1179)
- Matteo † (antes de noviembre de 1190-abril de 1198 falleció)
- Benedetto † (antes de abril de 1199-después de 1218)[nota 20]
- Nicola Porta (di Castro Arquato) † (antes de 1228-circa 1235 nombrado patriarca de Constantinopla)
- Bartolomeo Accoramboni † (después de junio de 1236-1271 falleció)
- Tommaso de Angelis † (1271-1278 falleció)
- Rolando Taverna † (10 de mayo de 1278-3 de abril de 1285 falleció)
- Paperone de' Paperoni, O.P. † (21 de julio de 1285-1290 falleció)
- Gerardo † (4 de marzo de 1290-28 de marzo de 1295 nombrado obispo de Arras)
- Francesco, O.F.M. † (28 de marzo de 1295-1299 falleció)
- Niccolò Alberti, O.P. † (1 de julio de 1299-18 de diciembre de 1303 nombrado cardenal obispo de Ostia)
- Giovanni di Preneste † (23 de diciembre de 1303-1307 falleció)
- Pietro di Montichiello † (3 de junio de 1307-1320 falleció)
- Bartolomeo de' Bardi, O.E.S.A. † (27 de febrero de 1320-después del 4 de julio de 1344 falleció)
  - Pietro † (1346-?) (obispo electo)
- Giovanni † (23 de octubre de 1349-después del 21 de marzo de 1369 falleció)
- Bernard de' Bonneval † (10 de febrero de 1371-18 de julio de 1371 nombrado obispo de Bolonia)
- Giacomo Muti † (18 de julio de 1371-1372? falleció)[nota 21]
- Galard de' Paleyrac de' Bellovide, O.E.S.A. † (24 de noviembre de 1372-1378 depuesto)
  - Ferdinando † (1379-1390 renunció) (administrador apostólico)
- Lorenzo Corvini † (29 de noviembre de 1390-1 de septiembre de 1403 falleció)
  - Carlo, O.S.B. † (31 de octubre de 1403-?) (obispo electo)
- Agostino Cacciaguerra † (27 de febrero de 1404-1410 falleció)
- Jacopo Palladini † (18 de julio de 1410-1417 falleció)
- Nicola Viviani † (1417-1 de febrero de 1419 nombrado obispo de Chieti)
- Giacomo di Campli † (1 de febrero de 1419-7 de julio de 1424 nombrado obispo de Carpentras)
- Giacomo Bucci di Cave † (7 de julio de 1424-11 de noviembre de 1424? falleció)
- Lotto Sardi † (21 de mayo de 1427-1445 falleció)
- Sagace de' Conti † (30 de mayo de 1446-1448 falleció)
- Berardo Eroli † (13 de noviembre de 1448-8 de diciembre de 1474 renunció)
- Costantino Eroli † (8 de diciembre de 1474-1500 falleció)
- Francesco Eroli † (1500 por sucesión-1540 falleció)
- Fabio de Vigili † (24 de septiembre de 1540-1553 falleció)
  - Fulvio Giulio della Corgna, O.S.Io.Hier. † (22 de marzo de 1553-1555 renunció) (administrador apostólico)
  - Alessandro Farnese † (1555-16 de diciembre de 1562 renunció) (administrador apostólico)
- Fulvio Orsini † (junio de 1563-16 de mayo de 1581 falleció)[32]
- Pietro Orsini † (16 de mayo de 1581 por sucesión-5 de abril de 1591 nombrado obispo de Aversa)
- Paolo Sanvitale † (26 de abril de 1591-10 o 11 de mayo de 1600 falleció)
- Alfonso Visconti † (10 de septiembre de 1601-19 de septiembre de 1608 falleció)

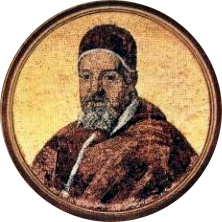
Papa Urbano VIII, en el siglo Maffeo Barberini, obispo de Spoleto de 1608 al 1617

- Maffeo Barberini † (27 de octubre de 1608-17 de julio de 1617 renunció, después electo papa con el nombre de Urbano VIII)
- Lorenzo Castrucci † (17 de julio de 1617-abril de 1655 falleció)
- Cesare Facchinetti † (2 de agosto de 1655-14 de noviembre de 1672 nombrado obispo de Palestrina)
  - Cesare Facchinetti † (14 de noviembre de 1672-31 de enero de 1683 falleció) (administrador apostólico)
- Ludovico Sciamanna † (9 de abril de 1685-1688 falleció)
- Opizio Pallavicini † (28 de noviembre de 1689-8 de agosto de 1691 nombrado arzobispo a título personal de Osimo)
- Marcello Durazzo † (27 de agosto de 1691-7 de febrero de 1695 renunció)
- Pietro Gaddi † (7 de febrero de 1695-septiembre de 1710 falleció)
- Carlo Giacinto Lascaris, O.P. † (11 de mayo de 1711-después del 3 de junio de 1726 falleció)
- Pietro Carlo Benedetti † (después del 3 de junio de 1726 por sucesión-septiembre de 1739 falleció)
- Ludovico Ancaiani † (16 de noviembre de 1739-prima dell'8 de marzo de 1743 falleció)
- Paolo Bonavisa † (11 de marzo de 1743-21 de julio de 1759 falleció)
- Vincenzo Acqua † (19 de noviembre de 1759-31 de marzo de 1772 falleció)
- Francesco Maria Locatelli † (1 de junio de 1772-13 de febrero de 1811 falleció)
  - Sede vacante (1811-1814)
- Francesco Canali † (26 de septiembre de 1814-28 de agosto de 1820 nombrado obispo de Tívoli)
- Mario Ancaiani † (27 de junio de 1821-24 de febrero de 1827 falleció)
- Beato Giovanni Maria Mastai Ferretti † (21 de mayo de 1827-17 de diciembre de 1832 nombrado arzobispo a título personal de Imola, después electo papa con el nombre de Pío IX)
- Ignazio Giovanni Cadolini † (17 de diciembre de 1832-12 de febrero de 1838 renunció[nota 22])
- Giovanni Sabbioni † (12 de febrero de 1838-26 de septiembre de 1852 falleció)
- Giovanni Battista Arnaldi † (7 de marzo de 1853-28 de febrero de 1867 falleció)
  - Sede vacante (1867-1871)
- Domenico Cavallini Spadoni † (27 de octubre de 1871-6 de febrero de 1879 renunció[nota 23])
- Elvezio Mariano Pagliari † (28 de febrero de 1879-5 de febrero de 1900 falleció)
- Domenico Serafini, Cong.Subl.O.S.B. † (19 de abril de 1900-2 de marzo de 1912 renunció[nota 24])
- Pietro Pacifici, C.R.S. † (28 de agosto de 1912-7 de abril de 1934 falleció)
- Pietro Tagliapietra † (12 de septiembre de 1934-11 de mayo de 1948 falleció)
- Raffaele Mario Radossi, O.F.M.Conv. † (7 de julio de 1948-23 de junio de 1967 renunció[nota 25])
- Ugo Poletti † (26 de junio de 1967-3 de julio de 1969 nombrado vicegerente de Roma[nota 26])
- Giuliano Agresti † (7 de noviembre de 1969-25 de marzo de 1973 nombrado arzobispo de Lucca)
- Ottorino Pietro Alberti † (9 de agosto de 1973-30 de septiembre de 1986 nombrado arzobispo de Spoleto-Nursia)

### Obispos de Nursia
- Stefano † (mencionado en 499)[nota 27]
- Primevo? † (mencionado en 593)[nota 28]
  - Sede vacante (inicios del siglo VII)
- Giovanni † (mencionado en 680)[nota 29]
  - Sede unida a Spoleto (siglo VIII-1821)
- Gaetano Bonanni † (27 de junio de 1821-1843? renunció)
- Letterio Turchi † (3 de abril de 1843-20 de mayo de 1850 nombrado obispo de Città di Castello)
- Raffaele Bacchettoni † (20 de mayo de 1850-27 de noviembre de 1880 renunció)
- Domenico Bucchi-Accica † (13 de diciembre de 1880-30 de diciembre de 1889 nombrado obispo de Orvieto)
- Mariano Gavasci, O.F.M.Cap. † (23 de junio de 1890-18 de marzo de 1895 renunció)
- Nicola Ranieri, O.F.M. † (18 de marzo de 1895-24 de julio de 1904 falleció)
- Ercolano Marini † (11 de diciembre de 1905-2 de junio de 1915 nombrado arzobispo de Amalfi)
- Vincenzo Migliorelli † (8 de julio de 1916-10 de agosto de 1927 nombrado obispo de San Severino)
- Settimio Peroni † (17 de diciembre de 1928-1 de febrero de 1951 renunció[nota 30])
- Ilario Roatta † (27 de marzo de 1951-8 de marzo de 1960 nombrado obispo de Sant'Agata dei Goti)
- Alberto Giuseppe Scola † (28 de marzo de 1960-13 de mayo de 1972 renunció)
- Giuliano Agresti † (13 de mayo de 1972-25 de marzo de 1973 nombrado arzobispo de Lucca)
- Ottorino Pietro Alberti † (9 de agosto de 1973-30 de septiembre de 1986 nombrado arzobispo de Spoleto-Nursia)

### Arzobispos de Spoleto-Nursia
- Ottorino Pietro Alberti † (30 de septiembre de 1986-23 de noviembre de 1987 nombrado arzobispo de Cagliari)
- Antonio Ambrosanio † (4 de enero de 1988-7 de febrero de 1995 falleció)
- Riccardo Fontana (16 de diciembre de 1995-16 de julio de 2009 nombrado arzobispo a título personal de Arezzo-Cortona-Sansepolcro)
- Renato Boccardo, desde el 16 de julio de 2009

### Para la sede de Spoleto
- (en latín) Ferdinando Ughelli, Italia sacra, vol. I, segunda edición, Venecia, 1717, col. 1250-1273
- (en italiano) Francesco Lanzoni, Le diocesi d'Italia dalle origini al principio del secolo VII (an. 604), vol. I, Faenza, 1927, pp. 436-446
- (en italiano) Giuseppe Cappelletti, Le Chiese d'Italia della loro origine sino ai nostri giorni, vol. IV, Venecia, 1846, pp. 327-385
- (en alemán) Gerhard Schwartz, Die besetzung der bistümer Reichsitaliens unter den sächsischen und salischen kaisern: mit den listen der bischöfe, 951-1122, Leipzig-Berlín, 1913, pp. 239-240
- (en latín) Pius Bonifacius Gams, Series episcoporum Ecclesiae Catholicae, Graz, 1957, pp. 727-729
- (en latín) Konrad Eubel, Hierarchia Catholica Medii Aevi, vol. 1, p. 461; vol. 2, p. XXXVIII y 241; vol. 3, p. 303; vol. 4, p. 321; vol. 5, p. 362; vol. 6, p. 386

### Para la sede de Nursia
- (en latín) Ferdinando Ughelli, Italia sacra, vol. X, 1722, col. 149-15
- (en italiano) Francesco Lanzoni, Le diocesi d'Italia dalle origini al principio del secolo VII (an. 604), vol. I, Faenza, 1927, pp. 358-359
- (en italiano) Giuseppe Cappelletti, Le Chiese d'Italia della loro origine sino ai nostri giorni, vol. V, Venecia, 1846, pp. 45-69
- (en latín) Pius Bonifacius Gams, Series episcoporum Ecclesiae Catholicae, Graz, 1957, pp. 710-711